# Newton Heath LYR F.C. mùa bóng 1890–91
Mùa giải 1890-91 là mùa giải thứ hai của Newton Heath trong Liên minh bóng đá Football Alliance; Đội bóng kết thúc ở vị trí thứ 9. Câu lạc bộ cũng đã tham gia FA Cup khi vào vòng hai; Senior Cup Lancashire khi cũng vào vòng hai; và Manchester và District Challenge Cup khi đạt thứ hai sau đội Ardwick.

## Football Alliance
| Thời gian            | Đối thủ                | H/A | Tỷ số Bt-Bb | Cầu thủ ghi bàn                           | Số lượng khán giả |
| -------------------- | ---------------------- | --- | ----------- | ----------------------------------------- | ----------------- |
| 6 tháng 9 năm 1890   | Darwen                 | H   | 4 – 2       | Farman, Evans, J. Doughty, Owen           | 6,000             |
| 13 tháng 9 năm 1890  | Grimsby Town           | A   | 1 – 3       | Stewart                                   | 3,000             |
| 20 tháng 9 năm 1890  | Nottingham Forest      | H   | 1 – 1       | J. Doughty                                | 5,000             |
| 27 tháng 9 năm 1890  | Stoke                  | A   | 1 – 2       | Milarvie                                  | 2,000             |
| 11 tháng 10 năm 1890 | Bootle                 | A   | 0 – 5       |                                           | 4,000             |
| 18 tháng 10 năm 1890 | Grimsby Town           | H   | 3 – 1       | Ramsay, Evans, Sharpe                     | 2,500             |
| 1 tháng 11 năm 1890  | Crewe Alexandra        | H   | 6 – 3       | Farman, Stewart (2), Craig, Evans, Ramsay | 4,000             |
| 8 tháng 11 năm 1890  | Walsall Town Swifts    | A   | 1 – 2       | Sharpe                                    | 3,000             |
| 22 tháng 11 năm 1890 | Nottingham Forest      | A   | 2 – 8       | Farman, Ramsay                            | 2,000             |
| 29 tháng 11 năm 1890 | Sunderland Albion      | H   | 1 – 5       | Ramsay                                    | 2,000             |
| 13 tháng 12 năm 1890 | Small Heath            | H   | 3 – 1       | Sharpe, Milarvie, Speller (o.g.)          | 1,000             |
| 27 tháng 12 năm 1890 | Bootle                 | H   | 2 – 1       | Stewart, Milarvie                         | 5,000             |
| 5 tháng 1 năm 1891   | Stoke                  | H   | 0 – 1       |                                           | 3,000             |
| 10 tháng 1 năm 1891  | Birmingham St George's | A   | 1 – 6       | Farman                                    | 1,000             |
| 17 tháng 1 năm 1891  | Walsall Town Swifts    | H   | 3 – 3       | Owen, Milarvie, Ramsay                    | 1,500             |
| 24 tháng 1 năm 1891  | Sheffield Wednesday    | A   | 2 – 1       | Sharpe, Stewart                           | 3,000             |
| 14 tháng 2 năm 1891  | Crewe Alexandra        | A   | 1 – 0       | Farman                                    | 3,000             |
| 21 tháng 2 năm 1891  | Sheffield Wednesday    | H   | 1 – 1       | Craig                                     | 4,000             |
| 7 tháng 3 năm 1891   | Small Heath            | A   | 1 – 2       | Sharpe                                    | 2,000             |
| 14 tháng 3 năm 1891  | Birmingham St George's | H   | 1 – 3       | Sharpe                                    | 2,000             |
| 28 tháng 3 năm 1891  | Darwen                 | A   | 1 – 2       | Ramsay                                    | 2,000             |
| 11 tháng 4 năm 1891  | Sunderland Albion      | A   | 1 – 2       | Ramsay                                    | 3,500             |

| #  | Câu lạc bộ      | Tr | T | H | B  | Bt | Bb | Hs  | Điểm |
| -- | --------------- | -- | - | - | -- | -- | -- | --- | ---- |
| 8  | Crewe Alexandra | 22 | 8 | 4 | 10 | 59 | 67 | -8  | 20   |
| 9  | Newton Heath    | 22 | 7 | 3 | 12 | 37 | 55 | -18 | 17   |
| 10 | Small Heath     | 22 | 7 | 2 | 13 | 58 | 66 | -8  | 16   |

## FA Cup
| Thời gian                 | Vòng đấu              | Đối thủ         | H/A         | Tỷ số Bt-Bb | Cầu thủ ghi bàn | Số lượng khán giả |
| ------------------------- | --------------------- | --------------- | ----------- | ----------- | --------------- | ----------------- |
| Ngày 04 tháng 10 năm 1890 | Vòng sơ loại đầu tiên | Higher Walton   | North Road  | 2 – 0       | Farman, Evans   | 3,000             |
| Ngày 25 tháng 10 năm 1890 | Vòng sơ loại thứ 2    | Bootle Reserves | Bootle Park | 0 – 1       |                 | 500               |

## Lancashire Senior Cup
| Thời gian           | Vòng đấu | Đối thủ           | H/A | Tỷ số Bt-Bb | Cầu thủ ghi bàn                         | Số lượng khán giả |
| ------------------- | -------- | ----------------- | --- | ----------- | --------------------------------------- | ----------------- |
| 7 tháng 2 năm 1891  | Vòng 1   | Witton            | A   | 4 – 3       | Craig, Milarvie, Không biết, Không biết |                   |
| 19 tháng 2 năm 1891 | Vòng 2   | Preston North End | A   | 1 – 3       | Farman                                  | 2,000             |

## Manchester Senior Cup
| Thời gian           | Vòng đấu  | Đối thủ          | H/A/N           | Tỷ số Bt-Bb | Cầu thủ ghi bàn          | Số lượng khán giả |
| ------------------- | --------- | ---------------- | --------------- | ----------- | ------------------------ | ----------------- |
| 14 tháng 2 năm 1891 | Vòng 3    | Hurst            | H               | 2 – 2       | Jones (2)                | 500               |
| 21 tháng 3 năm 1891 | Bán kết   | Stockport County | Ardwick         | 3 – 1       | Stewart, Craig, Milarvie | 5,000             |
| 18 tháng 4 năm 1891 | Chung kết | Ardwick          | West Manchester | 0 – 1       |                          | 10,000            |